# Riccardo Moschino
Riccardo Moschino war ein italienischer Filmregisseur.
Moschino war als Regieassistent an Camillo Mastrocinques Fürstin Waldenburgs große Liebe im Jahr 1947 beteiligt und drehte fünf Jahre später nach eigenem Drehbuch
Er fattaccio, der nur regional und in Vororten Roms ausgewertet wurde. Andere belegte Tätigkeiten Moschinos sind ein Dokumentarfilm aus dem Jahr 1949, Villaggio senza parole; in Les miracles n’ont lieu qu’une fois trat er 1951 als Schauspieler in Erscheinung.

## Filmografie (Auswahl)
- 1952: Er fattaccio